# Chrístos Tsékos
Chrístos Tsékos (en grec : Χρήστος Τσέκος), né le 4 avril 1966, à Athènes, en Grèce, est un ancien joueur et entraîneur grec de basket-ball. Il évolue durant sa carrière au poste de pivot. 

## Palmarès
- Coupe Korać 1994
- Coupe de Grèce 1995